# Aito M9
AITO M9 (китайська: 问界M9; піньїнь: Wènjiè M9) — це повнорозмірний розкішний позашляховик, який виробляє Seres під брендом AITO у співпраці з HIMA, мультибрендовим автомобільним альянсом Huawei з 2023 року. На даний момент це найбільший і найдорожчий автомобіль марки. M9 доступний у двох варіантах силових агрегатів: електричний з подовжувачем запасу ходу (EREV) і електричний з акумулятором (EV).

## Огляд
AITO M9 був представлений 26 грудня 2023 року на зимовій конференції Huawei в Китаї. Автомобіль приймає концепцію дизайну під назвою «Kunpeng Zhanyi» з коефіцієнтом лобового опору 0,264 Cd для версії EV і 0,279 Cd для версії EREV.
Розроблений у співпраці з Huawei Harmony Intelligent Mobility Alliance (HIMA), M9 оснащений багатьма технологіями від Huawei, такими як інтелектуальна кабіна HarmonyOS і Huawei ADS 2.0 (ADS 3.0 з 2024 року), яка є розширеною системою допомоги водієві на основі штучного інтелекту. система (ADAS), що складається з одного Лідара, радарів трьох міліметрових хвиль, 12 ультразвукових радарів і кількох камер. M9 побудовано на платформі Huawei Tuling, яка оснащена мультимодальною системою сприйняття Fusion, системою динамічного адаптивного крутного моменту Huawei DATS і інтелектуальною системою спільного керування Huawei xMotion. Він доступний у двох модельних конфігураціях: Max і Ultra.
AITO M9 побудовано з алюмінієвим шасі, 80 відсотків його білого корпусу зроблено з нього. Він також оснащений пневматичною підвіскою з діапазоном регулювання до 80 мм (3,1 дюйма). Інше обладнання включає 75-дюймовий проекційний дисплей водія з доповненою реальністю (AR-HUD), 25 динаміків і три передні екрани, що складаються з 15,6-дюймового центрального дисплея, 16-дюймового монітора переднього пасажира та 12,3-дюймового приладу. панель. В якості опції можна додати чотири 10-дюймові екрани для пасажирів другого і третього ряду, а також висувний 32-дюймовий екран і лазерний проектор для задніх пасажирів. Він оснащений подвійними сидіннями Shuyun, сидінням Zero Gravity Seat 2.0 і системою освітлення Huawei Xpixel.
У вересні 2024 року вийшла п'ятимісний варіант. Він має простір для ніг шириною 1220 мм у другому ряду та оснащений подвійними сидіннями з невагомістю.

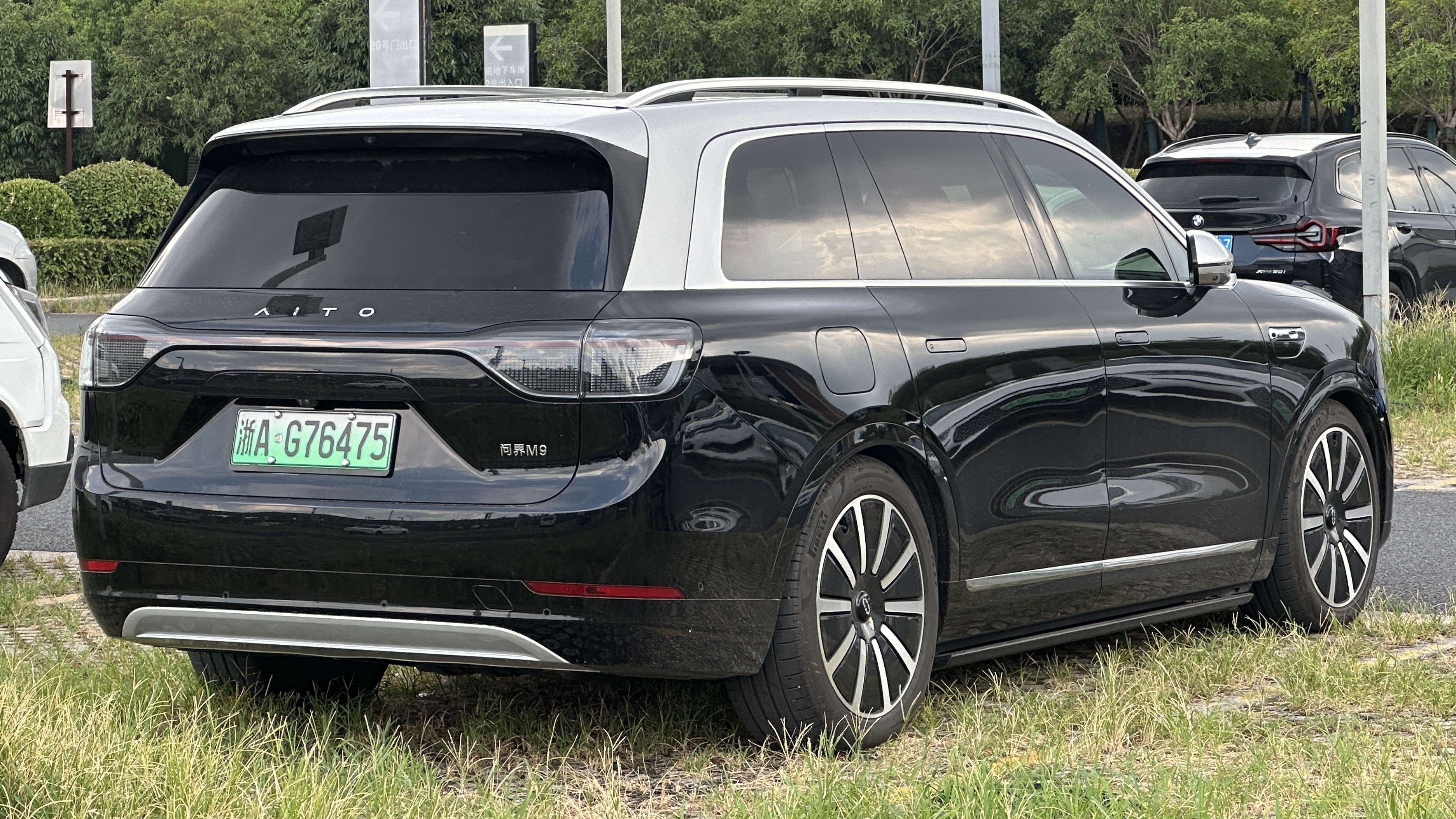
Aito M9
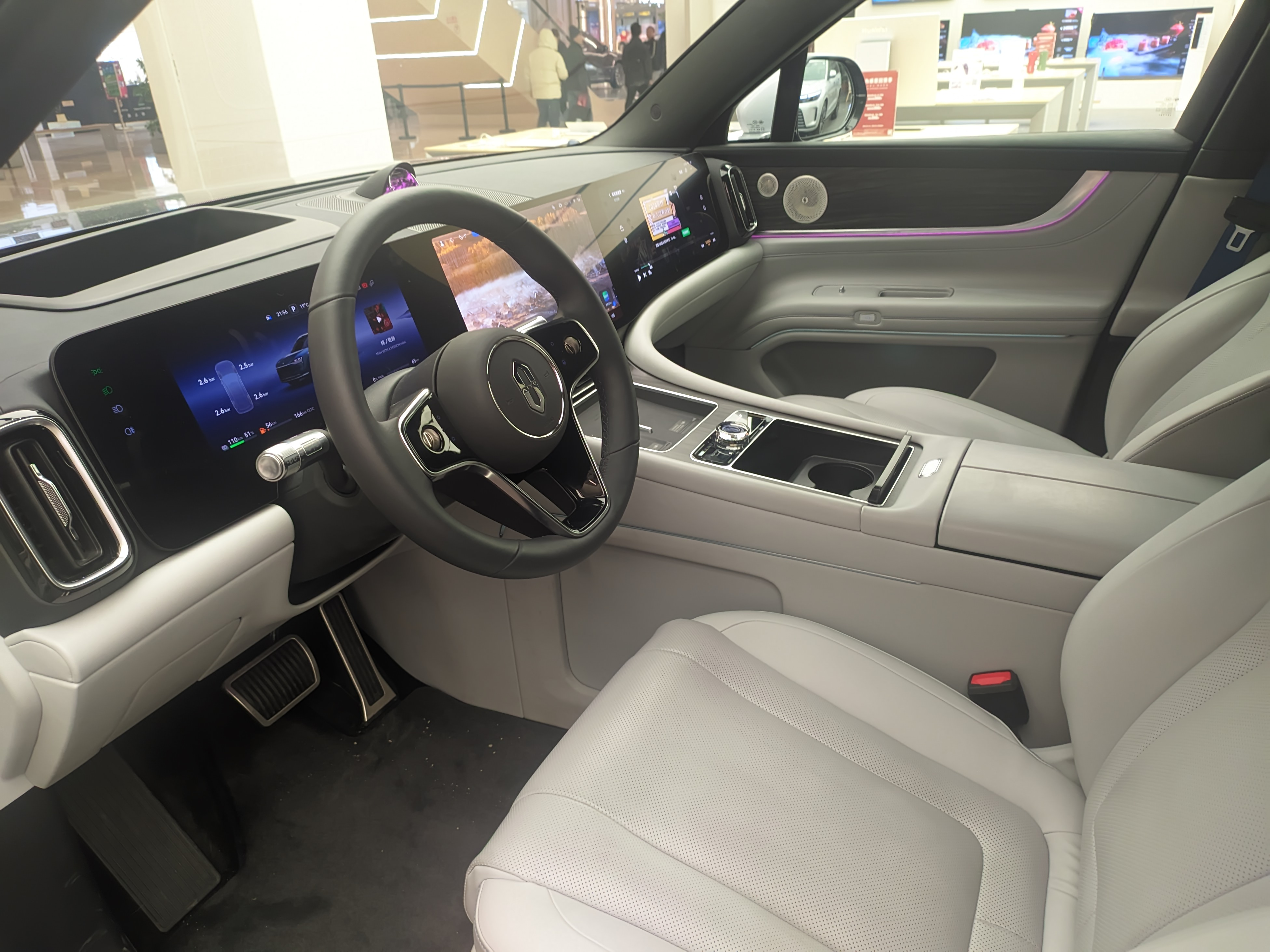
інт'ерєр

## Технічні характеристики
Автомобіль AITO M9 оснащений 1,5-літровим бензиновим двигуном H15RT turbo I4 потужністю 152 к.с. з двома электродвигунами потужністю, відповідно, 224 к.с. (передній) і 272 к.с. (задній). Повністю електричний автомобіль оснащений двома електродвигунами, відповідно, 217 к.с. і 313 к.с. Акумулятор постачається компанією CATL.